# Software como servicio
El software como servicio o SaaS (del inglés Software as a Service) es un modelo de distribución de software donde el soporte lógico y los respectivos datos que maneja se alojan en los servidores de un proveedor, cuyo acceso es a través de internet. El proveedor no solo proporciona el hardware, sino también el software correspondiente. El cliente, por su parte, puede utilizar las diferentes funciones del software sin más preámbulos.
La empresa proveedora TIC se ocupa del servicio de mantenimiento, de la operación diaria y del soporte del software usado por el cliente. Regularmente el software puede ser consultado en cualquier computador, se encuentre presente en la empresa o no. Se deduce que la información, el procesamiento, los insumos y los resultados de la lógica de negocio del software están hospedados en la compañía de TIC.

## Aplicaciones del SaaS
Hoy en día, es casi seguro que cualquier persona que utilice un teléfono móvil utilice alguna forma de SaaS. Casi cualquier aplicación de productividad personal o de empleados está disponible como SaaS, los casos de uso específicos son demasiado numerosos para enumerarlos, sin embargo, hay varios casos sobresalientes dignos de mención.
El correo electrónico, las redes sociales y las soluciones de almacenamiento de archivos en la nube (como Dropbox o Box) son ejemplos de aplicaciones SaaS que la gente usa todos los días en su vida personal. Las soluciones de SaaS empresariales populares incluyen Salesforce (software de gestión de relaciones con el cliente), HubSpot (software de marketing), Trello (gestión de flujo de trabajo), Slack (colaboración y mensajería) y Canva (gráficos). Muchas aplicaciones diseñadas originalmente para el escritorio (por ejemplo, Adobe Creative Suite) ahora están disponibles como SaaS (por ejemplo, Adobe Creative Cloud). 

## Ejemplo
El software es un producto que se puede distribuir de varias maneras. De forma clásica se hace mediante una instalación directa en equipos del cliente. Normalmente, si alguien quiere usar una aplicación de ventas, compra el CD-producto de instalación, ejecuta un programa de configuración, da sus claves y, de este modo, puede comenzar a utilizar el sistema. Pero si el usuario necesita que otra persona al extremo del globo terráqueo consulte su lista de clientes, cobros pendientes o precios, y los quisiera manipular con el mismo software, necesitaría otro CD-producto, o necesitaría bajar ese programa ejecutable de la web, y generalmente necesitaría otra licencia para ese producto, o hacer uso de una VPN, o comunicarse mediante correo electrónico con la sede de operaciones. En cambio, si el software está modelado como servicio, los requerimientos pueden ser mucho más simples.

## Software bajo demanda
Consiste en poder utilizar una aplicación desde una computadora cliente (ejemplo la computadora portátil de un vendedor), hacia un servidor central emplazado en la empresa proveedora de sistemas y no en la compañía del cliente. También puede darse el caso de compañías de mayor tamaño que alberguen sus propios servidores, y a la vez presten o vendan sus servicios de software a otras empresas del sector.

## Características
Las características del software como servicio incluyen:
- Acceso y administración a través de una red.
- Actividades gestionadas desde ubicaciones centrales, en lugar de la sede de cada cliente, permitiéndoles tener acceso remoto a las aplicaciones a través de la web.
- La distribución de la aplicación es más cercana al modelo uno a muchos (una instancia con múltiples usuarios) que al modelo uno a uno, incluyendo arquitectura, precios, colaboración, y administración.
- Actualizaciones centralizadas, lo cual elimina la necesidad de descargar parches por parte de los usuarios finales.
- Frecuente integración con una red mayor de software de comunicación, bien como parte de un mashup o como un enlace para una plataforma como servicio.

### Ventajas
- No es necesario que el cliente cuente con un área especializada de soporte para el sistema, por lo que se reducen sus costes y riesgo de inversión.
- La responsabilidad de la operación recae en la empresa IT. Esto significa que la garantía de disponibilidad de la aplicación y su correcta funcionalidad, es parte del servicio que da la compañía proveedora del software.
- La empresa IT no desatiende al cliente. El servicio y atención continua del proveedor al cliente es necesaria para que este último siga pagando el servicio.
- La empresa IT provee los medios seguros de acceso en los entornos de la aplicación. Si una empresa IT quiere dar SaaS en su cartera de productos, debe ofrecer accesos seguros para que no se infiltren datos privados en la red pública.
- No es necesaria la compra de una licencia para utilizar el software, sino el pago de un alquiler o renta por el uso del software. Aunque también se dan casos particulares donde el servicio es totalmente gratuito, como por ejemplo en el servicio de blogs que brindan diferentes compañías: Wordpress, Blogger, etc; es decir, se cuenta con el servicio, se puede acceder libremente, se garantiza usabilidad y actualidad, pero no se paga por el servicio.
- Se le permite al cliente completa flexibilidad en el uso de los sistemas operativos de su preferencia, o al cual pueda tener acceso.
- Este modelo de distribución de aplicaciones no requiere manuales de usuario, basa su funcionamiento en planes de suscripción que generalmente tienen un periodo de prueba que sirve para que los interesados en su contratación evalúen su funcionamiento antes de la suscripción definitiva y su soporte se lo brinda generalmente en la Mesa de servicio o Callcenter.

### Inconvenientes
- La persona usuaria no tiene acceso directo a sus contenidos, ya que están guardados en un lugar remoto, salvo que el sistema prevea la exportación de los datos, (Google, por ejemplo, permite descargar los correos a una computadora) y en caso de no contar con mecanismos de cifrado y control disminuye el índice de privacidad, control y seguridad que ello supone, ya que la compañía TI podría consultarlos.
- El usuario no tiene acceso al programa, por lo cual no puede hacer modificaciones (dependiendo de la modalidad del contrato de servicios que tenga con la compañía TI).
- Al estar el servicio y el programa dependientes de la misma empresa, no permite al usuario migrar a otro servicio utilizando el mismo programa (dependiendo de la modalidad del contrato de servicios con la compañía de TI).
- Si el servicio de Internet no está disponible por parte del ISP, el usuario no tendrá acceso al programa, por lo que sus operaciones se verán afectadas hasta que dicho servicio se restablezca.

## Tipos
Podemos dividir el mercado de software como servicio en tres diferentes tipos atendiendo a su forma de explotación:
- Producto con autoservicio. Se usa cuando el servicio crea bajo valor al cliente y en el mercado es fácil acceder a diferentes operadores. Esto causa bajos precios y mucha competitividad. Para usar este método de explotación es necesario que la aplicación sea fácil de comprar, de usar y libre de riesgos
- Servicio personalizado de venta. Se usa cuando el producto es algo complicado y puede requerir algún tipo de formación, el valor del cliente es variable etc. En este sistema el cliente realiza una compra y la implementación necesita ser planeada y ejecutada adecuadamente. Además normalmente el cliente quiere tener una relación personal con el proveedor y puede requerir cierto grado de calidad de servicio. Todos estos requisitos justifican precios más altos debido al coste extra generado.
- Producto para empresa. Se usa en situaciones donde los beneficios del software como servicio  (ej bajo incremento de coste al crecer) ya no se logran pero la flexibilidad y eficiencia de proveer el servicio y el mantenimiento y desarrollo permanece. Entonces se despliega la plataforma en la propia empresa. El proveedor casi siempre provee servicios de soporte, formación, consultoría, integración, etc ya sea directamente o a través de un tercero

## Tendencias
Como resultado la fragmentación generalizada en la oferta de ScuS hay una tendencia emergente hacia el desarrollo de Plataformas de Integración de ScuS (SIP en inglés). Estas SIPs permiten a los suscriptores acceso a múltiples ScuS a través de una plataforma común. También ofrecen a desarrolladores la oportunidad de desarrollar y desplegar nuevas aplicaciones rápidamente.

## Distribución y precios
El modelo de nube (o SaaS) no necesita una distribución indirecta, ya que no se distribuye físicamente y se despliega casi al instante, lo que anula la necesidad de socios y revendedores tradicionales. A diferencia del software tradicional, que suele venderse como una licencia perpetua con cuotas iniciales (y cuotas adicionales por soporte continuo), los vendedores de SaaS suelen fijar el precio de las aplicaciones mediante una cuota de suscripción, casi siempre mensual o anual. En consecuencia, el coste inicial de instalación de SaaS suele ser inferior al del software empresarial equivalente. Los proveedores de SaaS suelen fijar el precio de sus aplicaciones en función de algunas métricas de uso, como el número de usuarios que utilizan la aplicación. Sin embargo, dado que en un entorno SaaS los datos de los clientes son almacenados por el proveedor de SaaS, también existen oportunidades para cobrar por transacción, por evento u otras unidades de valor, como el número de procesadores necesarios.
El coste relativamente bajo de la formación de usuarios (es decir, la configuración de un nuevo cliente) en un entorno multiusuario permite a algunos proveedores de SaaS ofrecer aplicaciones utilizando un modelo freemium. En este modelo, se proporciona un servicio gratuito con funcionalidad o volumen limitados, y se cobra una tarifa por funcionalidad avanzada o más volumen.
Se suele referir a esta tendencia como la  "tercera ola" de la adopción de software —en la que los ScuS pasan a ser parte de una plataforma coherente—.  La primera de todas fue creada por Bitium y proporciona servicios SSO a negocios que operan con múltiples aplicaciones. Zoho y Suitsoft son dos compañías que ofrecen SIPs a día de hoy. Otras compañías como Salesforce, Microsoft y Oracle están también desarrollando plataformas similares. Creatio sirve de servicio (SaaS) para la gestión de procesos y CRM (manejo de las relaciones con el cliente o consumidor).
Otra tendencia que se está dando es la creación de soluciones de software que combinan gestión de recursos humanos, nóminas y gastos y fomentan la colaboración entre jefe y empleado. Estos suplementos van en la línea de muchos negocios de crear herramientas de gestión autónoma para empleados.
También han surgido plataformas especializadas en automatización de compras y control de gastos para empresas en crecimiento, especialmente en sectores donde la trazabilidad del gasto y la aprobación de compras son críticos. Empresas como ControlHub, Procurify y Zip ofrecen soluciones SaaS enfocadas en la gestión de adquisiciones empresariales con modelos de precios por usuario o por transacción, lo que permite a los equipos financieros y de operaciones mantener visibilidad y control sin requerir infraestructura compleja.

## Crítica
La Fundación del Software Libre (FSF) ha criticado el SaaS, debido a que supone ceder el control de las tareas de computación y los datos al proveedor del servicio. Según la FSF, utilizar un servicio en sustitución a un software es comparable a utilizar software privativo (es decir, software no libre); ya que el usuario no tiene el verdadero control sobre el programa, incluso si éste fuera una copia de algún software libre y de código abierto. La licencia GNU AGPL (Affero GPL) nació en parte como respuesta al SaaS, la cual demanda que el proveedor del SaaS ofrezca el código fuente a los clientes del servicio. Sin embargo, los creadores de la licencia señalan que esto no impide que el proveedor abuse de los usuarios, ya que él controla el comportamiento de la copia del programa que se ejecuta en el servidor.